# Висоцький Анатолій Лаврентійович
Анатолій Лаврентійович Висоцький (8 серпня 1924, Путивльський район, Сумська область, УРСР — 15 жовтня 1996, Київ, Україна) — радянський та український художник, що працював у стилі соціальний реалізм.

## Життєпис
Народився 1924 року в сім'ї військовослужбовців у Путивльському районі Сумської області.
1928 року разом із батьками, сестрою та братом переїхав до Києва, де закінчив семирічку.
У 1941 році, живучи в Києві, разом із сім'єю перебував у німецько-фашистській окупації.
З 1943 по 1945 році перебував на військовій службі у складі винищувального батальйону РСЧА.
Живописом захопився ще ранньому шкільному віці, перші роботи (автопортрети) з'явилися під час навчання у художній школі. Згодом закінчив Київське художнє училище імені Т. Шевченка.
Після закінчення війни працював у Київському живописно-скульптурному комбінаті, потім у Київському товаристві художників, потім у Художньому Фонді УРСР.
Також працював у мистецьких творчих групах у Всесоюзних будинках творчості у Тверській області, у місті Седнів Чернігівської області, а також у Балтійських країнах та багатьох інших країнах.
Дружив із Тетяною Яблонською, яка була куратором творчого шляху художника.
З 1963 року брав активну участь у всесоюзних, республіканських та міжнародних виставках. Роботи художника демонструвалися в Японії, Швеції, Греції, ФРН, США. Картини живописця експонувалися та реалізовувалися на аукціонах всесвітньо відомої японської галереї живопису Gallery Nakamura. Декілька творів були придбані музеями Сан-Франциско та Лос-Анджелеса. Багато робіт зберігаються в музеях України, Росії, Японії та США.
За весь період творчої діяльності автора було написано понад 340 картин, портретів, натюрмортів. Більшість робіт виставлено у приватній галереї Дениса Балашова, онука художника — Vega Star Gallery у Лос-Анджелесі, США.
Анатолій Висоцький помер 1996 року на 73-му році в Києві. Похований на Байковому цвинтарі.

## Родина
- Син — Висоцький Володимир Анатолійович, біолог.
- Онук — Висоцький Сергій Володимирович, юрист.
- Донька — Тетяна Анатоліївна, науковий співробітник КПІ.
- Онук — Балашов Денис (за дочкою Тетяною) — кінодистриб'ютор, продюсер, меценат. Організатор експозицій робіт діда Анатолія Висоцького.